# Lawrence Dundas (3e marquis de Zetland)
Lawrence Aldred Mervyn Dundas, 3e marquis de Zetland (12 novembre 1908 - 5 octobre 1989) est un joueur de tennis sur gazon d'une certaine notoriété dans les années 1940, connu avant 1961 comme le comte de Ronaldshay.

## Biographie
Comme son père et son grand-père avant lui, Dundas fait ses études à Harrow et au Trinity College de Cambridge.
Il joue aux championnats d'Angleterre, à Wimbledon et est également président de l'hippodrome de Catterick Bridge et de l'hippodrome de Redcar pendant de nombreuses années. Il vit à Aske Hall (en), près de Richmond. Il est choisi comme candidat conservateur pour le siège de Bath si une élection avait eu lieu en 1939/1940.
Le 2 décembre 1936, il épouse Katherine Mary Penelope Pike, fille du colonel Ebenezer John Lecky Pike, et sa femme, l'artiste Olive Constance Snell, ils ont quatre enfants :
- Lawrence Mark Dundas, 4e marquis de Zetland (né le 28 décembre 1937)
- Serena Jane Dundas (née le 10 septembre 1940 - décédée le 22 novembre 2012) mariée le 15 août 1964 au capitaine Nigel Ion Charles Kettlewell.
- David Paul Nicholas Dundas (né le 2 juin 1945) marié le 17 décembre 1971 avec Corinna Maeve Wolfe Scott; et, le 21 novembre 1997 à Taina Bettina Breuckmann.
- Richard Bruce Dundas (né le 6 janvier 1951) marié, le 15 juin 1974 avec Jane Melanie Wright; et le 9 avril 1983 à Sophie Caroline Lascelles ; et, enfin, le 30 juin 1995 à Ruth Anne Kennedy.

Sa nièce, Carolyne Christie, est mariée à Rock Scully, manager de The Grateful Dead, et plus tard, en 1976, à Roger Waters de Pink Floyd. Son neveu, Willie Christie (en), le jeune frère de Carolyne, est photographe et réalisateur.